# Joseph Decroze
Louis Joseph Decroze (* 19. Januar 1880 in Bourges; † 14. November 1914 in Wijtschate, Belgien) war ein französischer Kunstturner.

## Biografie
Joseph Decroze aus Issy-les-Moulineaux nahm an den Olympischen Sommerspielen 1900 in Paris teil. Im Einzelmehrkampf belegte er den 84. Platz.